# Nuša Tome
Nuša Tome (Lubiana, 19 ottobre 1960 – 10 novembre 2015) è stata una sciatrice alpina jugoslava, dal 1991 slovena, che gareggiò per la nazionale jugoslava.

## Biografia
Specialista delle prove tecniche, la Tome esordì in Coppa del Mondo il 1º febbraio 1977 a Maribor in slalom speciale (28ª): l'anno dopo ai Mondiali di Garmisch-Partenkirchen 1978, sua unica presenza iridata, si classificò 45ª nella discesa libera, 33ª nello slalom speciale e non completò lo slalom gigante, mentre ai XIII Giochi olimpici invernali di Lake Placid 1980, sua prima presenza olimpica, fu 23ª nello slalom gigante e non completò lo slalom speciale.
In Coppa del Mondo ottenne il primo piazzamento a punti il 25 marzo 1982 a San Sicario in slalom gigante (8ª) e il miglior risultato il 15 gennaio 1984 a Maribor in slalom speciale (7ª); ai XIV Giochi olimpici invernali di Sarajevo 1984, sua ultima presenza olimpica, si classificò 22ª nello slalom gigante e non completò lo slalom speciale. L'ultimo piazzamento della sua carriera agonistica fu il 12º posto ottenuto nello slalom speciale di Coppa del Mondo disputato a Jasná il 18 marzo dello stesso anno.

## Palmarès

### Coppa del Mondo
- Miglior piazzamento in classifica generale: 40ª nel 1984

### Campionati jugoslavi
- 2 ori (slalom gigante nel 1978; combinata nel 1984)[6]